# La Fontenelle (Loir-et-Cher)
La Fontenelle település Franciaországban, Loir-et-Cher megyében. Lakosainak száma 207 fő (2022. január 1.). La Fontenelle Boursay, Droué, Le Gault-du-Perche, Le Poislay és Couëtron-au-Perche községekkel határos.

## Népesség
A település népességének változása:
| Lakosok száma | 364  | 218  | 208  | 183  | 196  | 193  | 195  | 202  | 206  | 207  |
|               | 1968 | 1982 | 1990 | 2006 | 2013 | 2015 | 2017 | 2019 | 2020 | 2022 |